# Ancognatha gracilis
Ancognatha gracilis är en skalbaggsart som beskrevs av S. Endrödi 1966. Ancognatha gracilis ingår i släktet Ancognatha och familjen Dynastidae. Inga underarter finns listade i Catalogue of Life.